# 岐阜病院
公益社団法人岐阜病院（こうえきしゃだんほうじんぎふびょういん、英語: Gifu Hospital）は、岐阜県岐阜市にあり、公益社団法人岐阜病院が運営する病院。精神疾患を専門に診療する精神科病院である。岐阜市東部、舟伏山の南麓にある。

## 概要
本院は昭和3年に社団法人として創設され、診療科4科・病床数598床（精神598床）を有す岐阜県下最大規模の精神科病院である。岐阜大学病院、岐阜県総合医療センター、村上記念病院などの協力病院として研修医の受け入れを行っている。また岐阜県内においては「精神保健福祉法第19条の7」の定めによる都道府県立の精神科病院が設置されていないため、本院は「同法第19条の8」の定めによる代用施設としての指定を受けており、公益法人として運営している。
診療面の特徴については、他の精神科単科病院と同様に外来・入院治療において精神疾患を扱っているほか、精神科デイケアや精神科訪問看護にも積極的に取り組んでいる。また医師による外来以外にも、臨床心理士によるカウンセリングや精神保健福祉士による医療相談も行われており、医療相談では受診する必要があるかどうかについてを相談をすることも可能である。そのほか本院は精神科応急入院指定病院に指定されている。
設備面においてはCTやMRIなどの高度精密医療機器を備えている。施設面の特徴については、精神科救急病棟や老人性認知症疾患治療病棟など、病態に応じて適切な治療を行うために病棟が細かく分けられていることが挙げられる。そのうちストレスケア病棟では、一般精神科治療病棟では治療が出来なかったストレスに起因した精神疾患に関して専門に扱っている。そのほかの特徴としては、障害者の社会復帰をサポートするための施設である社会福祉法人「舟伏」が隣接しており、地域活動支援センター「ふなぶせ」や援護寮「はばたき」が活動している。

## 沿革
- 1928年（昭和3年）：岐阜脳病院として開設される。
- 1930年（昭和5年）：県立精神病院の代用施設として指定される。
- 1949年（昭和24年）：岐阜精神病院に改称する。
- 1987年（昭和62年）：現在の名称に改称する

## 診療科
- 精神科
- 神経科
- 心療内科
- 歯科（入院患者のみの診療）

## 専門外来
- 拒食症・過食症専門外来
- 老人性認知症疾患専門外来
- 思春期専門外来 ほか

## 病棟概要

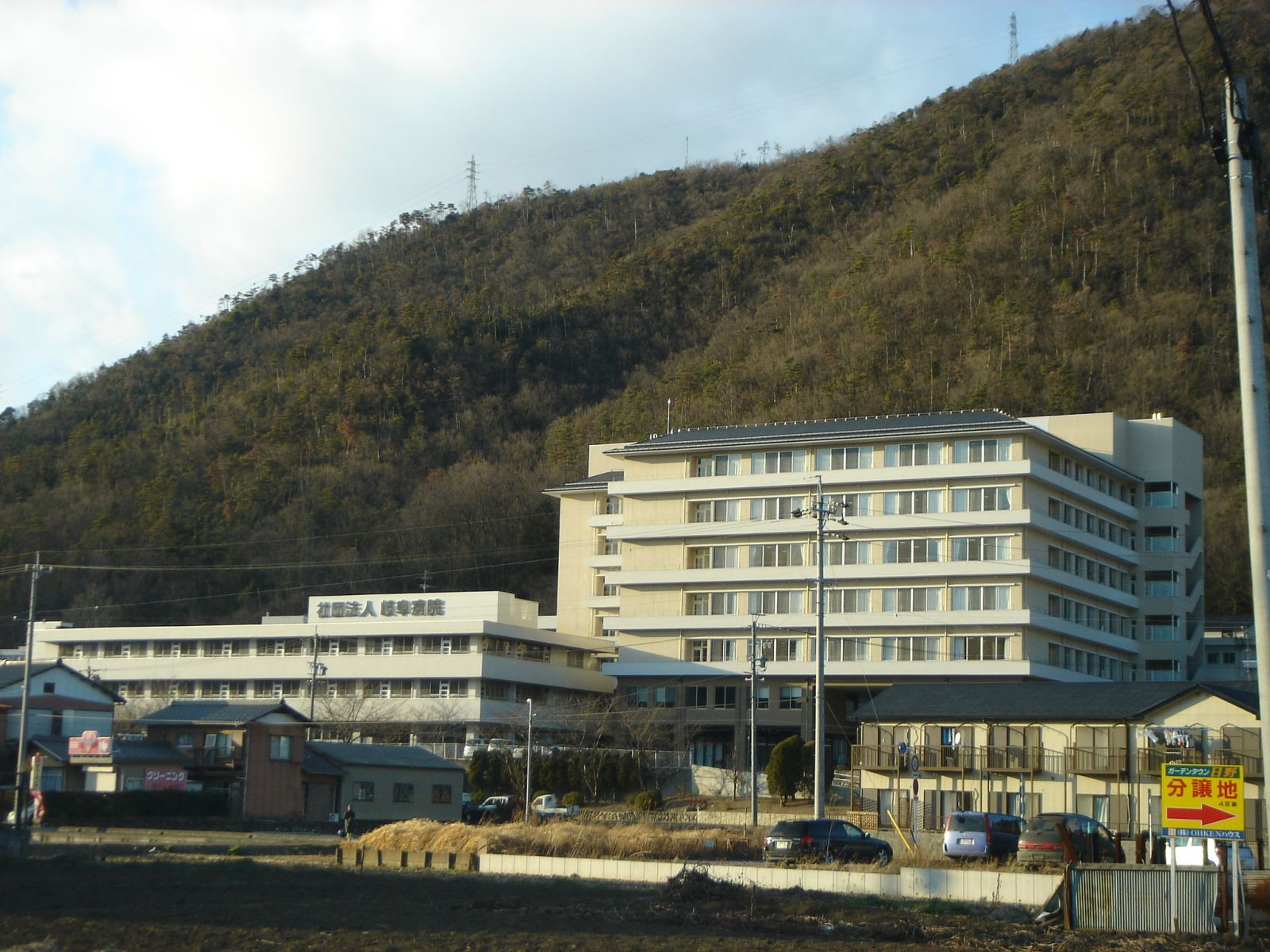
遠景（右が本館、左側が南館、2008年）

- 精神科治療病棟
- 精神科急性期治療病棟
- 精神療養病棟
- 老人性認知症疾患治療病棟
- ストレスケア病棟

## 交通機関
- 名鉄岐阜駅（名鉄 名古屋本線・各務原線）
  - 岐阜バスターミナル［D］のりばから
    - 岐阜バス大洞団地線/岐阜関線で19分乗車「日野橋」バス停下車 徒歩10分
    - 岐阜バス日野市橋線で21分乗車 「日野舟伏」バス停下車 車で5分
- 岐阜駅（東海旅客鉄道 東海道本線・高山本線）
  - JR岐阜駅14番のりばから
    - 岐阜バス大洞団地線/岐阜関線で17分乗車「日野橋」バス停下車 徒歩10分
    - 岐阜バス日野市橋線19分乗車 「日野舟伏」バス停下車 車で5分
- 国道156号（日野バイパス）の日野南6交差点の北約300m